# Dombeya breonii
Dombeya breonii är en malvaväxtart som beskrevs av Henri Ernest Baillon. Dombeya breonii ingår i släktet Dombeya och familjen malvaväxter. Inga underarter finns listade i Catalogue of Life.